# District de Masvingo
Le district de Masvingo est une subdivision administrative de second ordre de la province de Masvingo au Zimbabwe. Son siège administratif, qui est aussi celui de la province, est Masvingo.
En 2012, la population du district est estimée à 299 101 habitants.